# Google Drive
Google Drive is een service voor bestandsopslag en synchronisatie die is gemaakt en wordt beheerd door Google. Met Google Drive kunnen documenten in de cloud worden opgeslagen, bestanden worden gedeeld en documenten samen met anderen worden bewerkt. Google Drive omvat Google Documenten, Spreadsheets en Presentaties (Google Docs), een virtueel kantoor dat het mogelijk maakt samen aan onder andere documenten, spreadsheets, presentaties, tekeningen en formulieren te werken. Bestanden die openbaar gedeeld worden op Google Drive kunnen door internetzoekmachines worden doorzocht.
Google Drive werd gelanceerd op 24 april 2012 en heeft in oktober 2014 240 miljoen actieve gebruikers per maand.

## Delen
Google Drive is uitgerust met een systeem voor het delen van bestanden waarbij de maker van een bestand of een map standaard de eigenaar is. De eigenaar heeft de mogelijkheid in te stellen of en hoe het bestand of de map openbaar zichtbaar is. Het eigendom is overdraagbaar. Bestanden of mappen kunnen privé worden gedeeld met specifieke gebruikers die een Google-account hebben via hun @gmail.com-e-mailadres. Bestanden delen met gebruikers die geen Google-account hebben, is mogelijk door ze toegankelijk te maken voor 'iedereen met de link'. Hiermee wordt een geheime URL voor het bestand aangemaakt, die kan worden gedeeld via e-mail, blog enz. Bestanden en mappen kunnen ook 'openbaar op internet' worden gemaakt. Dit betekent dat ze vervolgens kunnen worden geïndexeerd door zoekmachines en dus door iedereen kunnen worden gevonden en iedereen er toegang toe heeft. De eigenaar kan ook een toegangsniveau instellen voor het regelen van permissies. De drie mogelijke toegangsniveaus zijn 'mogen bewerken', 'mogen reageren' en 'mogen weergeven'. Gebruikers met bewerk-toegang kunnen op hun beurt weer anderen uitnodigen en hen bewerk-toegang geven.

## Apps van derden
Er zijn een aantal externe webapplicaties ("apps") die werken met Google Drive. Deze apps zijn verkrijgbaar in de Chrome Web Store en zijn compatibel met alle ondersteunde browsers. Om een app te kunnen gebruiken, moeten gebruikers zich aanmelden in de Chrome Web Store en de app toevoegen. Sommige van deze apps zijn uit eerste hand, zoals Google Documenten, Spreadsheets en Presentaties. Drive-apps werken op de online bestanden en kunnen worden gebruikt om bestanden in verschillende indelingen te bekijken, te bewerken en aan te maken, afbeeldingen en video's te bewerken, documenten te faxen en te ondertekenen, projecten te beheren, stroomschema's te creëren etc. Een Drive-app kan ook als standaard worden ingesteld voor het verwerken van door de app ondersteunde bestandsindelingen. Sommige van deze apps zijn ook offline te gebruiken, maar dan alleen in Google Chrome en Chrome OS.
Alle apps van derden zijn gratis. Bij sommige apps moet er betaald worden voor extra functies of na een bepaalde periode. De meeste Drive-apps hebben toestemming om toegang te krijgen tot bestanden van gebruikers buiten Google Drive om. Voor het een eerste keer opslaan van gegevens van een app van derden naar Google Drive is authenticatie vereist. De Google Drive SDK werkt samen met de Google Drive UI en de Chrome Web Store om een systeem van apps te creëren dat in Google Drive kan worden geïnstalleerd.
In februari 2013 wordt het menu 'Nieuw' in Google Drive uitgebreid met apps van derden. Hiermee krijgen deze apps dus in wezen dezelfde status als de apps van Google. Op 19 maart 2013 geeft Google een API voor Google Drive vrij waarmee externe developer-apps kunnen bouwen waarmee in realtime samen aan documenten kan worden gewerkt.

## Opslagruimte
Google Drive kwam initieel standaard met 5 gigabyte gratis opslagruimte per account, die de 2 gigabyte van Google Docs verving. Extra opslagruimte kan aangekocht worden via een maandelijks abonnement waarbij 20 GB tot 16 TB extra ruimte beschikbaar wordt gesteld.
In 2013 voegde Google de opslagruimte van Gmail, Google Drive en Google+ Photos samen, waardoor de totale basiscloudopslag uitkwam op 15 GB. Tegen betaling kan de opslagruimte worden uitgebreid.
Bestanden die via Google Drive gemaakt worden, zoals Docs, Spreadsheets of Presentaties, nemen geen ruimte in beslag. Als er bijvoorbeeld een foto, video of een Word- of pdf-bestand wordt geüpload neemt dit wel ruimte in beslag.

## Synchronisatie-software
De synchronisatie-applicatie van Google Drive synchroniseert bestanden tussen apparaten zoals computers en mobiele telefoons. De applicatie is beschikbaar voor:
- Windows: XP, Vista, 7, 8 en 10
- Android: ≥ 2.1
- Apple:
  - Mac OS X: Snow Leopard (10.6), Lion (10.7) en Snow Lion (10.8)
  - iOS: ≥ 3.0 (iPhone en iPad)

Een Linuxversie zou in ontwikkeling zijn.

### Google Drive for Work
Google Drive for Work is een premiumversie van Google Apps for Work, die op 25 juni 2014 werd aangekondigd op de Google I/O-conferentie en per onmiddellijk beschikbaar kwam. De dienst beschikt over onbeperkte opslagruimte, een geavanceerd controlelogboek en e-discovery-diensten, samen met wat Google noemt "nieuw fijnmazig beheer waarmee administrators de Drive-ervaring kunnen aanpassen zoals welke medewerkers de desktop-sync-client kunnen installeren". Gebruikers kunnen bestanden tot 5 TB uploaden. Voor bedrijven met minder dan 5 gebruikers, is de opslaglimiet vastgesteld op 1 TB per gebruiker. Een persbericht geplaatst op Googles officiële weblog verzekert bedrijven dat Google de gegevens versleutelt die zijn opgeslagen op haar servers en ook de gegevens die met de datacentra worden gecommuniceerd. Google biedt haar premium-gebruikers 24/7 ondersteuning en garandeert 99,9% uptime voor haar servers.

### Google Drive for Education
Google Drive for Education wordt aangekondigd op 30 september 2014. Het wordt gratis beschikbaar gesteld voor alle gebruikers van Google Apps for Education. Het omvat onbeperkte opslagruimte en ondersteuning voor individuele bestanden tot 5 TB groot.